# Future of Humanity Institute
El Future of Humanity Institute - FHI (Instituto del Futuro de la Humanidad)  fue un centro de investigación interdisciplinar de la Universidad de Oxford que investigaba cuestiones de gran calado sobre la humanidad y sus perspectivas. Fue fundado en 2005 como parte de la Facultad de Filosofía y de la Oxford Martin School. Su director era el filósofo Nick Bostrom, y entre su personal de investigación se encontraban el futurista Anders Sandberg y el fundador de Giving What We Can, Toby Ord.
El objetivo declarado del Instituto, que comparte oficina y colabora estrechamente con el Centro para el Altruismo Eficaz, es centrar la investigación allí donde pueda marcar la mayor diferencia positiva para la humanidad a largo plazo. El Instituto lleva a cabo una combinación de actividades académicas y de divulgación, con el fin de promover el debate informado y la participación pública en gobiernos, empresas, universidades y otras organizaciones. Entre los principales financiadores del centro se encuentran Amlin, Elon Musk, el Consejo Europeo de Investigación, el Future of Life Institute y Leverhulme Trust.
El Instituto se cerró el 16 de abril de 2024, tras «enfrentarse a crecientes dificultades administrativas dentro de la Facultad de Filosofía».

## Historia
Nick Bostrom fundó el instituto en noviembre de 2005 como parte de la Oxford Martin School, entonces James Martin 21st Century School. Entre 2008 y 2010, FHI organizó la conferencia Global Catastrophic Risks, escribió 22 artículos en revistas académicas y publicó 34 capítulos en volúmenes académicos. Los investigadores de FHI han sido mencionados más de 5.000 veces en los medios de comunicación y han asesorado sobre políticas en el Foro Económico Mundial, al sector privado y sin ánimo de lucro (como la Fundación Macarthur y la Organización Mundial de la Salud), así como a organismos gubernamentales de Suecia, Singapur, Bélgica, Reino Unido y Estados Unidos.
Bostrom y el bioético Julian Savulescu también publicaron el libro Human Enhancement en marzo de 2009. Más recientemente, FHI se ha centrado en los peligros de la inteligencia artificial avanzada (IA). En 2014, sus investigadores publicaron varios libros sobre el riesgo de la IA, entre ellos Smarter Than Us, de Stuart Armstrong, y Superinteligencia: Caminos, peligros y estrategias, de Stuart Armstrong.
En 2018, Open Philanthropy recomendó una subvención de hasta aproximadamente 13,4 millones de libras a FHI durante tres años, con una gran parte condicionada al éxito de la contratación.

## Riesgo existencial
El tema que más tiempo ha dedicado FHI a explorar es el riesgo catastrófico global y, en particular, el riesgo existencial. En un artículo de 2002, Bostrom definió el «riesgo existencial» como aquel «en el que un resultado adverso aniquilaría la vida inteligente originada en la Tierra o reduciría de forma drástica y permanente su potencial». Esto incluye escenarios en los que la humanidad no resulta directamente perjudicada, pero no logra colonizar el espacio ni utilizar los recursos disponibles del universo observable en proyectos humanamente valiosos, como se analiza en el artículo de Bostrom de 2003, «Astronomical Waste: El coste de oportunidad del retraso en el desarrollo tecnológico".
El libro de 2008 de Bostrom y Milan Ćirković "Global Catastrophic Risks" recoge ensayos sobre diversos riesgos de este tipo, tanto naturales como antropogénicos. Entre los posibles riesgos catastróficos de origen natural figuran el supervolcanismo, los impactos y los fenómenos astronómicos energéticos como las explosiones de rayos gamma, los rayos cósmicos, las erupciones solares y las supernovas. Estos peligros se caracterizan por ser relativamente pequeños y relativamente bien comprendidos, aunque las pandemias pueden ser excepciones por ser más comunes y encajar con las tendencias tecnológicas.
El FHI presta más atención a las pandemias sintéticas mediante agentes biológicos armamentísticos. Entre las consecuencias tecnológicas que más interesan al instituto figuran el cambio climático antropogénico, la guerra nuclear y el terrorismo nuclear, la nanotecnología molecular y la inteligencia artificial general. El FHI coincide con otras organizaciones de reducción del riesgo existencial, como el Centro para el Estudio del Riesgo Existencial y el Instituto de Investigación en Inteligencia Artificial, en que los mayores riesgos se derivarán de las tecnologías futuras y, en particular, de la inteligencia artificial avanzada. Los investigadores del FHI también han estudiado el impacto del progreso tecnológico en los riesgos sociales e institucionales, como el totalitarismo, el desempleo provocado por la automatización y los riesgos de la información.
En el año 2020, Toby Ord, investigador principal de FHI, publicó su libro The Precipice: Existential Risk and the Future of Humanity (El precipicio: el riesgo existencial y el futuro de la humanidad), en el que sostiene que salvaguardar el futuro de la humanidad es una de las cuestiones morales más importantes de nuestro tiempo.

## Razonamiento antrópico
El FHI dedica gran parte de su atención a amenazas exóticas que han sido poco exploradas por otras organizaciones, y a consideraciones metodológicas que informan la reducción y previsión del riesgo existencial. El instituto ha hecho especial hincapié en el razonamiento antrópico en su investigación, como un área poco explorada con implicaciones epistemológicas generales.
Entre los argumentos antrópicos que ha estudiado FHI se incluye el argumento del día del juicio final, que afirma que es probable que la humanidad se extinga pronto porque es improbable que se esté observando un punto de la historia humana que sea extremadamente temprano. En cambio, es probable que los humanos actuales se sitúen cerca de la mitad de la distribución de humanos que vivirán jamás.Bostrom también ha popularizado el argumento de la simulación.
Un tema recurrente en la investigación del FHI es la paradoja de Fermi, la sorprendente ausencia de civilizaciones extraterrestres observables. Robin Hanson ha argumentado que debe existir un «Gran Filtro» que impida la colonización espacial para explicar la paradoja. Ese filtro puede estar en el pasado, si la inteligencia es mucho más rara de lo que la biología actual predice; o puede estar en el futuro, si los riesgos existenciales son aún mayores de lo que se reconoce actualmente.

## Potenciación humana y racionalidad
Estrechamente vinculado al trabajo del FHI sobre la evaluación de riesgos, los residuos astronómicos y los peligros de las tecnologías del futuro está su trabajo sobre las promesas y los riesgos de la mejora humana. Las modificaciones en cuestión pueden ser biológicas, digitales o sociológicas, y se hace hincapié en los cambios hipotéticos más radicales, más que en las innovaciones más probables a corto plazo. La investigación bioética del FHI se centra en las posibles consecuencias de la terapia génica, la prolongación de la vida, los implantes cerebrales y las interfaces cerebro-ordenador, y la carga mental.
El FHI se ha centrado en métodos para evaluar y mejorar la inteligencia y la racionalidad humanas, como forma de configurar la velocidad y la dirección del progreso tecnológico y social. El trabajo de FHI sobre la irracionalidad humana, ejemplificada en la heurística cognitiva y los sesgos, incluye una colaboración en curso con Amlin para estudiar el riesgo sistémico derivado de los sesgos en la modelización.

## Selección de publicaciones
- Toby Ord: The Precipice: Existential Risk and the Future of Humanity, 2020. ISBN 1526600218
- Nick Bostrom and Anders Sandberg: Brain Emulation Roadmap, 2008.